# Riscaldamento stratosferico
Il riscaldamento stratosferico improvviso (a volte brevemente detto riscaldamento stratosferico, nella letteratura scientifica anglosassone sudden stratospheric warming abbreviato SSW e citato anche Stratwarming) è, in meteorologia, un riscaldamento anomalo e spesso repentino della stratosfera terrestre. 

## Caratteristiche
Il riscaldamento stratosferico, in genere legato all’assorbimento della radiazione ultravioletta da parte dell’ozono che costituisce la stratosfera, può essere classificato a seconda della differenza di temperatura osservata come lieve, moderato o intenso (fino a 60 °C di anomalia) e rilevabile tramite radiosondaggi atmosferici. Il riscaldamento stratosferico si presenta in massima parte d'inverno e sembra coinvolgere in misura molto maggiore l'emisfero settentrionale piuttosto che quello meridionale. Le cause del riscaldamento stratosferico sono ancora poco chiare nella comunità scientifica sebbene siano state avanzate ipotesi che coinvolgono l'attività solare da una parte e l'influenza delle onde planetarie dall'altra. 

## Effetti meteorologici
Il fenomeno, sebbene ricada nella fascia dell'atmosfera superiore alla troposfera, cioè nella fascia dove avvengono i comuni fenomeni meteorologici, ha delle conseguenze importanti sull'evoluzione meteorologica al suolo. Infatti il riscaldamento stratosferico è in grado di produrre una rottura o separazione (split) in due lobi del cosiddetto vortice polare, la depressione in quota che staziona sul polo specie nel periodo invernale e che è responsabile delle discese di aria fredda verso le medie latitudini. In seguito allo split sul polo si forma un'area di alta pressione (con temperature anomale, superiori alla media anche nella troposfera) mentre i due lobi si dirigono verso sud/nord apportando condizioni di maltempo e intenso calo termico. Tale configurazione è stata all'origine delle più intense ondate di gelo che hanno investito il continente europeo (Italia compresa) nel 1929, 1963, 1985, 2012, 2018. Tale configurazione atmosferica è del tutto temporanea e reversibile ed il vortice polare può ricomporsi dopo 15/20 giorni sulle latitudini di sua competenza. Il meccanismo esatto di influenza del riscaldamento stratosferico sulla bassa troposfera non è noto ed è tuttora oggetto di studi.